# Shin Megami Tensei: Strange Journey
 (mars 2017).
Si vous disposez d'ouvrages ou d'articles de référence ou si vous connaissez des sites web de qualité traitant du thème abordé ici, merci de compléter l'article en donnant les références utiles à sa vérifiabilité et en les liant à la section « Notes et références ».
Shin Megami Tensei: Strange Journey est le cinquième opus, le deuxième non numéroté, de la branche principale des Shin Megami Tensei.
Ce jeu n'est jamais sorti en Europe. Il renoue avec les origines de la saga, notamment la prépondérance des alignements et la vue à la première personne.
Le jeu est porté sur Nintendo 3DS sous le titre Shin Megami Tensei: Strange Journey Redux.

## Scénario
Le monde est en crise. Guerre, famine et pollution ont pratiquement épuisé les ressources naturelles du monde. Dans ce contexte alarmant, un phénomène inexplicable se produit au Pôle Sud : le Scharzwelt. Il s'agit d'une étendue noire, à l'origine mesurant moins d'un mètre de diamètre, qui s'est étendu en six mois sur plusieurs centaines de kilomètres.
Consciente que le Scharzwelt menace de détruire la Terre, l'ONU monte une expédition composée des élites de toutes les nations du globe, autant dans le domaine de la science que du combat. Plusieurs centaines de soldats et de chercheurs sont équipés de la tenue de combat la plus évoluée qui soit : la tenue DEMONICA. Quatre vaisseaux tout aussi perfectionnés sont fabriqués. Ainsi fut créée l'équipe d'investigation du Scahrzwelt. Leur mission : pénétrer le Scharzwelt et découvrir son origine... Ainsi que le moyen d'en stopper sa progression.
Mais la mission tourne très mal dès le début : les quatre vaisseaux sont séparés et s'écrasent en survolant le nuage plasmique qui entoure le Scharzwelt, et les rescapés ne peuvent plus compter que sur eux-mêmes, et sur un mystérieux Système d'Invocation de Démons reçu d'on ne sait où...

### Schwarzwelt
Littéralement monde noir en allemand, le Scharzwelt est une faille dimensionnelle. Il s'agit d'une étendue circulaire de couleur noire aux conditions de vie inadaptées aux humains. Il est entouré d'un nuage plasmique qui détruit tout ce qui l'approche. Il est apparu au Pôle Sud, et son diamètre est passé d'un mètre à plusieurs centaines de kilomètres en six mois.
Le Scharzwelt est une dimension parallèle, organisée en paliers, peuplée de démons. Ses différents niveaux arborent une apparence proche mais fortement caricaturale de la société humaine, telle un champ de bataille, un centre commercial ou une décharge publique. Chaque lieu est également en relation avec un des sept péchés capitaux.
Le mot et le concept sont issus d'une théorie de 1933, formulée par le professeur Hammerschield. Ce dernier avait prédit que lorsque la Terre aurait définitivement rompu l'équilibre entre les ressources et leur consommation, le Scharzwelt détruirait la Terre.

## Personnages
- Le héros : un combattant d'élite affectée à la mission d'exploration du Scharzwelt. Ce héros muet n'a pas de nom prédéfini. Dans la version japonaise du jeu, c'est un soldat japonais ; dans la version américaine, il fait partie de l'USMC, l'équivalent de l'Armée de terre aux États-Unis
- Gore : le commandant en chef de l'expédition, il dirige les quatre vaisseaux. C'est un officier aux compétences de leadership mondialement reconnues. Il trépasse vite sous les assauts des démons du Scharzwelt, ce qui laisse les hommes sous l'autorité du robot Arthur.
- Jimenez : un mercenaire qui a officié dans l'armée américaine avant de se mettre à son compte. Un homme très sarcastique et assez couard qui obéit difficilement aux ordres. Il apprivoise rapidement le Système d'Invocation de Démons et se lie presque comme un père à un démon nommé Bugaboo. Il est l'équivalent du Héros Chaos de Shin Megami Tensei.
- Zelenin : une brillante scientifique au grade de premier lieutenant. Elle a étudié le Scharzwelt avant de rejoindre l'équipe d'investigation. À la suite de tortures qui lui ont été infligées, elle ne supporte pas les démons et refuse de faire appel à eux pour se défendre. Elle est l'équivalent du Héros Loi de Shin Megami Tensei.
- Arthur : un programme d'intelligence artificielle particulièrement évolué capable de programmer des actions, de s'exprimer et donner des ordres comme le ferait un général humain. Il devient le leader de l'équipe d'investigation à la mort du commandant Gore.
- Mastema : un ange qui apparaît dans le Scharzwelt à plusieurs reprises. Il cherche toujours à aider le Héros et affirme agir sur ordre de Dieu. Il s'entend très mal avec Jimenez mais fascine Zelenin.
- Louisa Ferra : une mystérieuse et frêle jeune fille blonde qui semble en savoir long sur les tenants et les aboutissants du Schwaezwzelt. Elle ne s'exprime que par des phrases quasi-prophétiques.

## Système de jeu
Strange Journey reprend les mécanismes des Shin Megami Tensei de la SNES : exploration à la première personne, recrutement des démons en combat, rôle crucial du héros et des alignements.
Les combats sont assez fréquents et sont soumis à des mécanismes très proches d'un Final Fantasy : épée ou attaque physique, plus l'arme à feu du héros ou les compétences des démons, ainsi que la défense et l'utilisation d'objets. Il faut affronter plusieurs fois un démon pour le voir clairement et pouvoir négocier avec lui. Un démon rencontré pour la première fois apparaît sous une forme de nuage de points bleus.
Le système de faiblesse est toujours présent, mais ici, il ne donne pas d'action supplémentaire ; il permet de lancer une seconde attaque si les alliés sont du même alignement que l'attaquant. Ce fonctionnement est proche des All-Out Attacks de Persona 3
La difficulté du jeu est particulièrement élevée. Chaque attaque portée inflige beaucoup de dégâts. En outre, si le héros est KO, la partie est finie, même s'il reste des démons au front.

## Technique
Le jeu utilise le même moteur graphique que celui d'Etrian Odyssey, une trilogie de jeux de rôles sortie sur Nintendo DS et aussi développée par Atlus .
Les environnements sont très pixelisés, et les cinématiques sont faites de succession d'images fixes. Ce choix a été fait pour renforcer le retour aux sources car les opus SNES présentaient le même contenu.

## Strange Journey Redux
Il s'agit du remake qu'a publié Atlus pour fêter les 25 ans de la série Shin Megami Tensei, en effet, il est sorti en 2017 au Japon, et en 2018 aux États-Unis et pour la première fois en Europe (malheureusement, il n'est toujours pas traduit en Français). À l'occasion de ce remake, Atlus rajoute un donjon optionnel avec à la clé une nouvelle route. Il y a en plus de la version originale 31 démons supplémentaires ; un nouveau personnage qui se nomme Alex ; des niveaux de difficulté : Casual, Standard, Expert et Impossible (cette dernière difficulté n'étant accessible qu'en NewGame+) ; des « Commander Skills », des « sub-apps » qui lorsqu'elles sont équipés, permette au personnage principal d'utiliser des compétences uniques; ainsi que la sub-app « March to Death », qui permet de continuer le combat même si notre personnage est mort ou pétrifié. 
De plus, dans cette version, le nombre de « sub-apps » équipé n'est plus limité et se soigner à la zone « Sickbay » ne demande plus de Macca, la monnaie du jeu.